# Alexander Turyn
Alexander Turyn, auch in der polnischen Schreibweise Aleksander Turyn (* 26. Dezember 1900 in Warschau; † 26. August 1981 in Urbana, Illinois) war ein polnisch-US-amerikanischer Gräzist, Kodikologe und Paläograph.

## Leben
Turyn, Sohn des Handwerkers Aaron Turyn und der Gymnasiallehrerin Ester, geborene Glazer, studierte nach dem Schulbesuch in Warschau von 1919 bis 1923 Klassische Philologie an der dortigen Universität. 1923 wurde er mit einer Dissertation zur Metrik bei Tadeusz Stefan Zieliński und Gustaw Przychocki (1884–1947) promoviert. Daran schloss er ein weiteres Studienjahr von 1923 bis 1924 an der Universität Berlin an. Nach seiner Rückkehr erhielt er eine Assistentenstelle am Lehrstuhl für Klassische Philologie der Universität Warschau, nach der Habilitation 1929 eine Dozentenstelle und 1935 nach der Emeritierung von Zieliński eine Stelle als außerplanmäßiger Professor. 1939, nach Ausbruch des Zweiten Weltkriegs, reiste er zu Forschungszwecken nach Rom und Athen. 1941 siedelte er in die USA über. Dort lehrte er zunächst von 1941 bis 1942 an der University of Michigan in Ann Arbor, dann von 1942 bis 1945 an der New School for Social Research in New York. 1945 erhielt er eine Stelle an der University of Illinois at Urbana-Champaign, 1946 wurde er US-amerikanischer Staatsbürger. Im Jahr 1947 wurde er zum Professor ernannt. Diesen Lehrstuhl hatte er bis zu seiner Emeritierung 1969 inne.
Turyn war Mitglied des Center for Advanced Study der University of Illinois at Urbana-Champaign, des Beratergremiums des Dumbarton Oaks Center for Byzantine Studies, der Polnischen Akademie der Wissenschaften in Krakau, der Akademie von Athen und der Epistemoniké Hetaireía (Επιστημονική Εταιρεία) von Athen. Aufgrund seiner intensiven Forschungen ernannte ihn die Vatikanische Bibliothek zu einem wissenschaftlichen Mitarbeiter.
Turyn wurde mehrfach für seine Forschungen ausgezeichnet. 1934 erhielt er von der griechischen Regierung das Kreuz in Gold des griechischen Phönix-Ordens, 1959 eine Guggenheim Fellowship, 1960 den Goodwin Award of Merit, die höchste Auszeichnung der American Philological Association und 1978 den Preis der Alfred Jurzykowski Stiftung.
Turyn war mit Felicia Leontine, geborene Sachs, verheiratet. Sie hatten einen Sohn, Andrew Stanislaus Gustavus Turyn. Ein Bruder namens Adam Turyn lebte in London.

## Forschungsschwerpunkte
Turyn beschäftigte sich mit der handschriftlichen Überlieferung des Lyrikers Pindar und der Tragiker Aischylos, Sophokles und Euripides und unternahm zu diesem Zweck zahlreiche Forschungsreisen zu einschlägigen Bibliotheken. Diese für die textkritische Edition der jeweiligen Autoren grundlegenden Arbeiten brachten ihm ebenso wie seine Pindar-Ausgabe und seine Kataloge datierter Handschriften aus dem 13. und 14. Jahrhundert im Vatikan, in Italien und in Großbritannien hohe Anerkennung auf den Gebieten der griechischen Editionsphilologie, Kodikologie und Paläographie ein.

## Schriften (Auswahl)
Schriftenverzeichnisse
- ‪Krzysztof Pawłowski: Bibliografia prac prof. A. Turyna. In: Eos 72, 1984, S. 17–25.
- ‪John Lewis Heller, ‪John Kevin Newman (Hrsg.): ‪Serta Turyniana. ‪Studies in Greek Literature and Palaeography in Honor of Alexander Turyn. ‪University of Illinois Press, 1974, S. I-IV: Alexander Turyn, Publications and Vita.
- Rocznik Polskiej Akademii Umiejętności 1945-1946, S. XXIV-XXV, (online) (PDF; 29 MB).

Monographien und Artikel
- Observationes metricae. In: Eos 25, 1921-1922, S. 91–104. – Rez. von Paul Shorey, in: Classical Philology 19, 1924, S. 190–192, (online).
- De Aeli Aristidis codice Varsoviensi atque de Andrea Taranowski et Theodosio Zygomale. Krakau 1928.
- Studia Byzantina. I. De Homeri et Ioannis Actuarii codd. Varsov. II. De Theodosio Zigomala. In: Eos 31, 1928, S. 305–518. – Rez. von: Rodolphe Guilland, in: Revue des Études Grecques 43, 1930, S. 359, (online).
- Niektóre kwestie prozodyczne liryki greckiej. 1929 (Sprawozdania Tow. Nauk. Warsz., Wydział I, 32). – („Einige Fragen zur Prosodie der griechischen Lyrik“)
- Studia Sapphica. Leopolis 1929 (Eus Supplementum vol. 6). – Rez. von: Edgar Lobel, in: The Classical Review 43, 1929, 136.
- Stan badań i zagadnienia metryki greckiej. Polskie Tow. Filologiczne, Warschau 1930. – („Forschungsstand und Fragen zur griechischen Metrik“)
- De codicibus Pindaricis. Academia Polona Litterarum, Krakau 1932 (Archiwum filologiczne, 11).
- Sylwety greckie. Warschau 1934. – („Griechische Silhouetten“)
- The Manuscript Tradition of the Tragedies of Aeschylus. New York 1943 (Polish Institute Series No. 2).
- The Manuscripts of Sophocles. In: Traditio 2, 1944, S. 1–41.
- The Sophocles Recension of Manuel Moschopolus. In: Transactions of the American Philological Association 80, 1949, 94-173.
- Studies in the Manuscript Tradition of the Tragedies of Sophocles. Urbana 1952.
- The Byzantine Manuscript Tradition of the Tragedies of Euripides. Urbana Press 1957 (Illinois Studies in Language and Literature, 43). – Rez. von: Glanville Downey, in: Speculum 33, 1958, S. 565–567, (online).
- Codices Graeci Vaticani saeculis XIII et XIV scripti annorumque notis instructi. Vatikan 1964. – Rez. John Peradotto, in: The American Journal of Philology 88, 1967, S. 209–213, (online) (PDF; 697 kB)
- Dated Greek manuscripts of the thirteenth and fourteenth centuries in the libraries of Italy. 2 Bde., University of Illinois Press, Urbana, Chicago, London 1972. – Rez. von: Nigel Guy Wilson, in: Speculum 50, 1975, S. 159–161, (online).
- Michael Lulludes (or Luludes), a scribe of the Palaeologan era. In: Rivista di Studi Bizantini e Neoellenici N. S. 10–11, 1973–1974, S. 3–15.
- Dated Greek manuscripts of the thirteenth and fourteenth centuries in the libraries of Great Britain. Washington 1980 (Dumbarton Oaks Studies, 17). – Rez. von I. C. Cunningham, in: The Journal of Hellenic Studies 103, 1983, S. 230–231, (online).

Textedition
- Pindari carmina cum fragmentis. Academia Polona Litterarum, Krakau 1948; zweite Auflage Basil Blackwell, Oxford 1952.